# UC 99
UC 99 war ein U-Boot der Kaiserlichen Marine vom Typ UC III, das im Ersten Weltkrieg eingesetzt wurde.

## Geschichte
Das Boot entstand unter der Baunummer 333 bei Blohm & Voss in Hamburg. Es lief am 17. März 1918 vom Stapel und konnte am 20. September unter dem Kommando von Oberleutnant zur See Friedrich Weißhun in Dienst gestellt werden. Bis Kriegsende konnte UC 99 keine Feindfahrt mehr durchführen. Entsprechend der Waffenstillstandsbedingungen musste UC 99 an die Entente ausgeliefert werden. Es verließ Deutschland am 22. November, wurde in Harwich übergeben und dem Japanischen Kaiserreich als Kriegsbeute zugesprochen. Die Japaner überführten das Boot nach Japan und stellen es als O 5 (jap. 潜水艦) in Dienst. 1921 wurde es in Sasebo zerlegt.

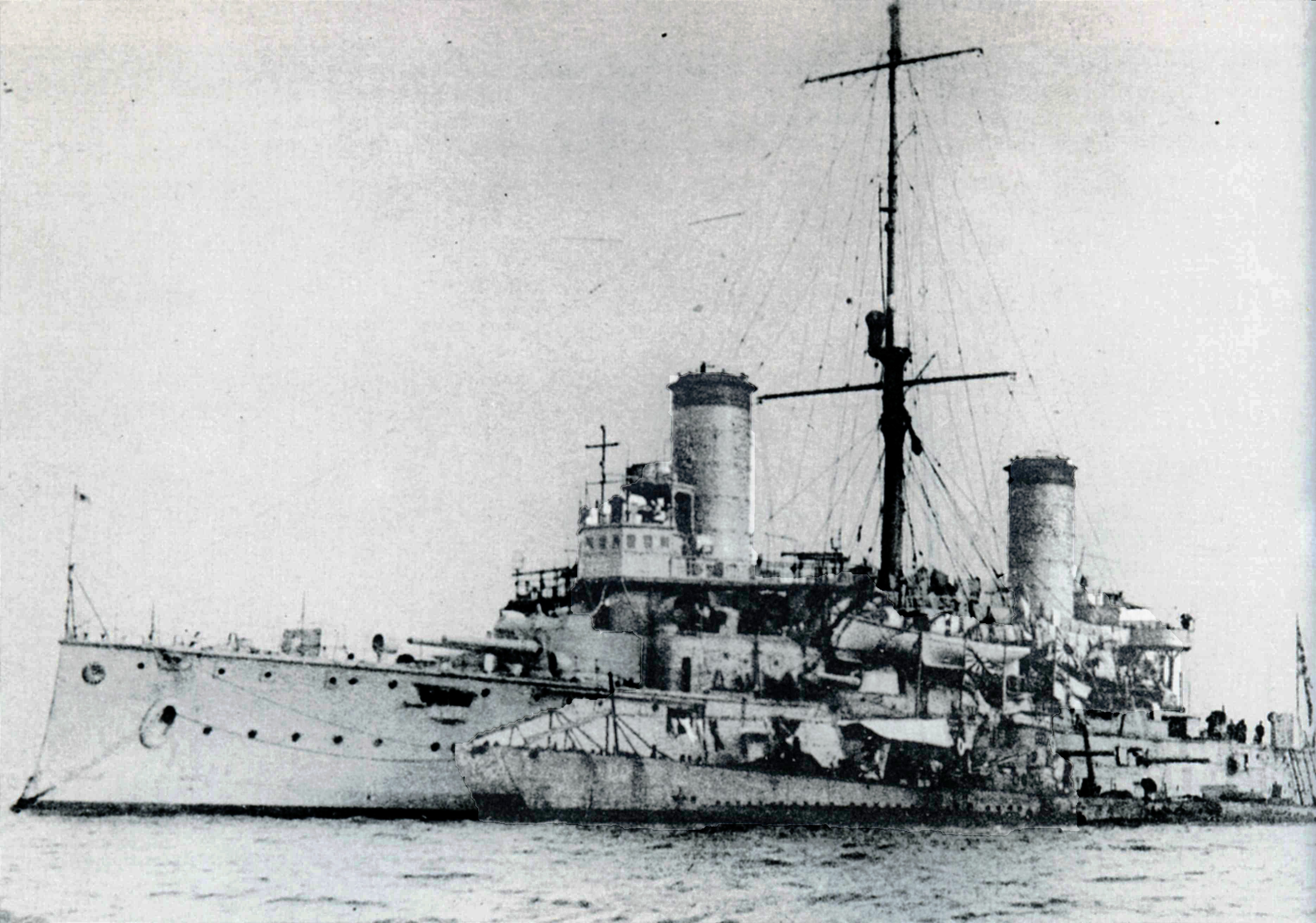
UC 99 neben UC 90 am japanischen Kreuzer Nisshin